# 아레나 코린치앙스
아레나 코린치앙스(포르투갈어: Arena Corinthians)는 브라질 상파울루에 있는 축구 경기장이다. 2014년 FIFA 월드컵 개최 경기장으로(개막전 포함) 사용되었으며, 이후 2016년 하계 올림픽에서도 사용되었다. 2011년부터 기공을 시작해 2014년 5월에 개장하였다. SC 코린치앙스 파울리스타의 홈 구장으로 사용되고 있다.

## 2014년 FIFA 월드컵 일정
| 날짜       | 시간 (UTC-3) | 팀 #1      | 결과         | 팀 #2      | 대회         | 관중   |
| ---------- | ------------ | ---------- | ------------ | ---------- | ------------ | ------ |
| 2014-06-12 | 17:00        | 브라질     | 3-1          | 크로아티아 | A조 (개막전) | 62,103 |
| 2014-06-19 | 16:00        | 우루과이   | 2-1          | 잉글랜드   | D조          | 62,575 |
| 2014-06-23 | 13:00        | 네덜란드   | 2-0          | 칠레       | B조          | 62,996 |
| 2014-06-26 | 17:00        | 대한민국   | 0-1          | 벨기에     | H조          | 61,397 |
| 2014-07-01 | 13:00        | 아르헨티나 | 1-0 (연장)   | 스위스     | 16강전       | 63,255 |
| 2014-07-09 | 17:00        | 네덜란드   | 0-0 (2-4 PK) | 아르헨티나 | 준결승전     | 63,267 |

## 2016년 하계 올림픽 일정
| 날짜       | 시간 (UTC-3) | 팀 #1             | 결과 | 팀 #2      | 대회   | 관중   |
| ---------- | ------------ | ----------------- | ---- | ---------- | ------ | ------ |
| 2016-08-10 | 19:00        | 콜롬비아          | 2-0  | 나이지리아 | B조    | 36,702 |
| 2016-08-10 | 22:00        | 남아프리카 공화국 | 1-1  | 이라크     | A조    | 37,742 |
| 2016-08-13 | 22:00        | 브라질            | 2-0  | 콜롬비아   | 8강    | 41,560 |
| 2016-08-17 | 16:00        | 나이지리아        | 0-2  | 독일       | 준결승 | 35,562 |

## 갤러리

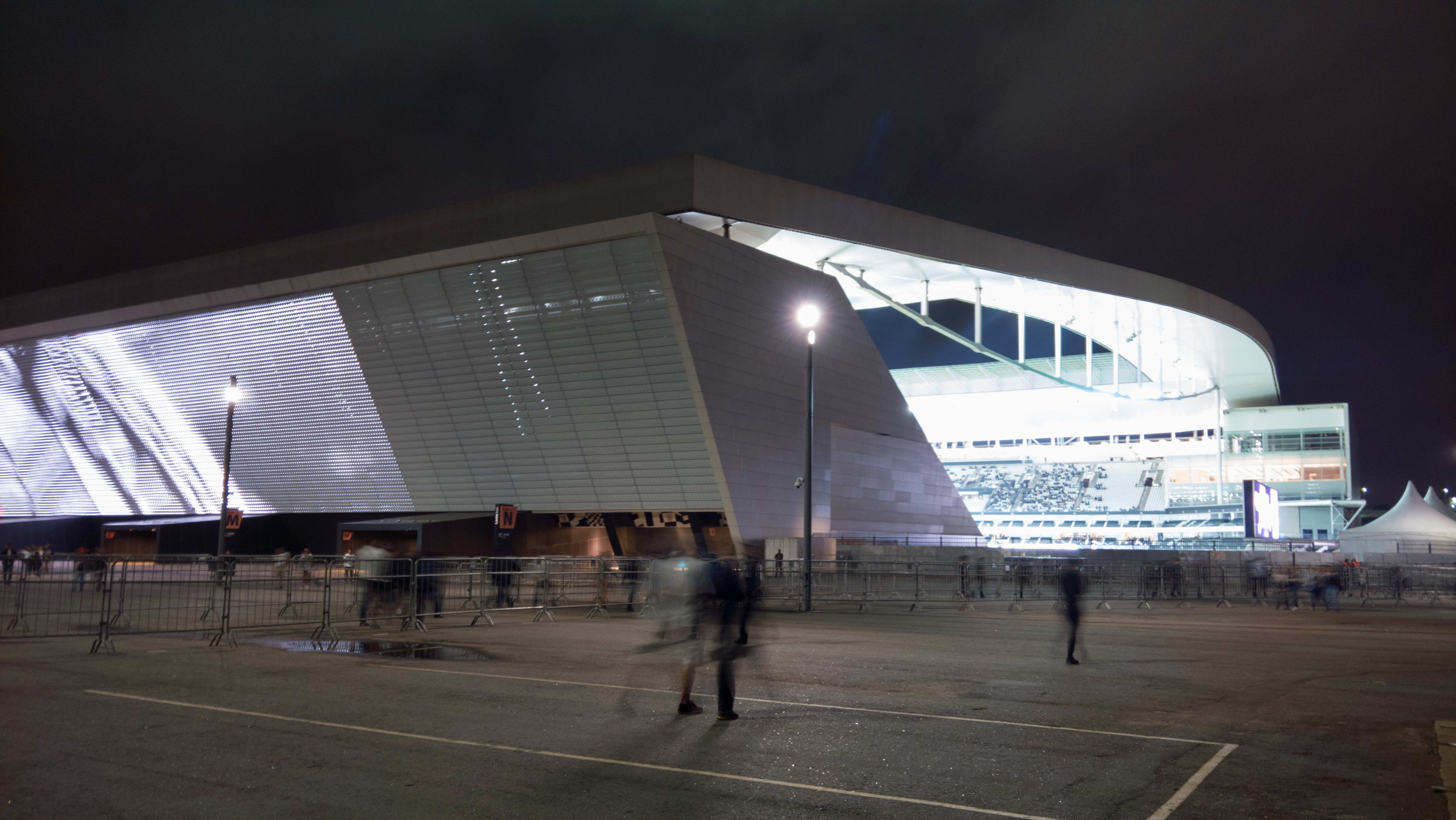
경기장 외관.
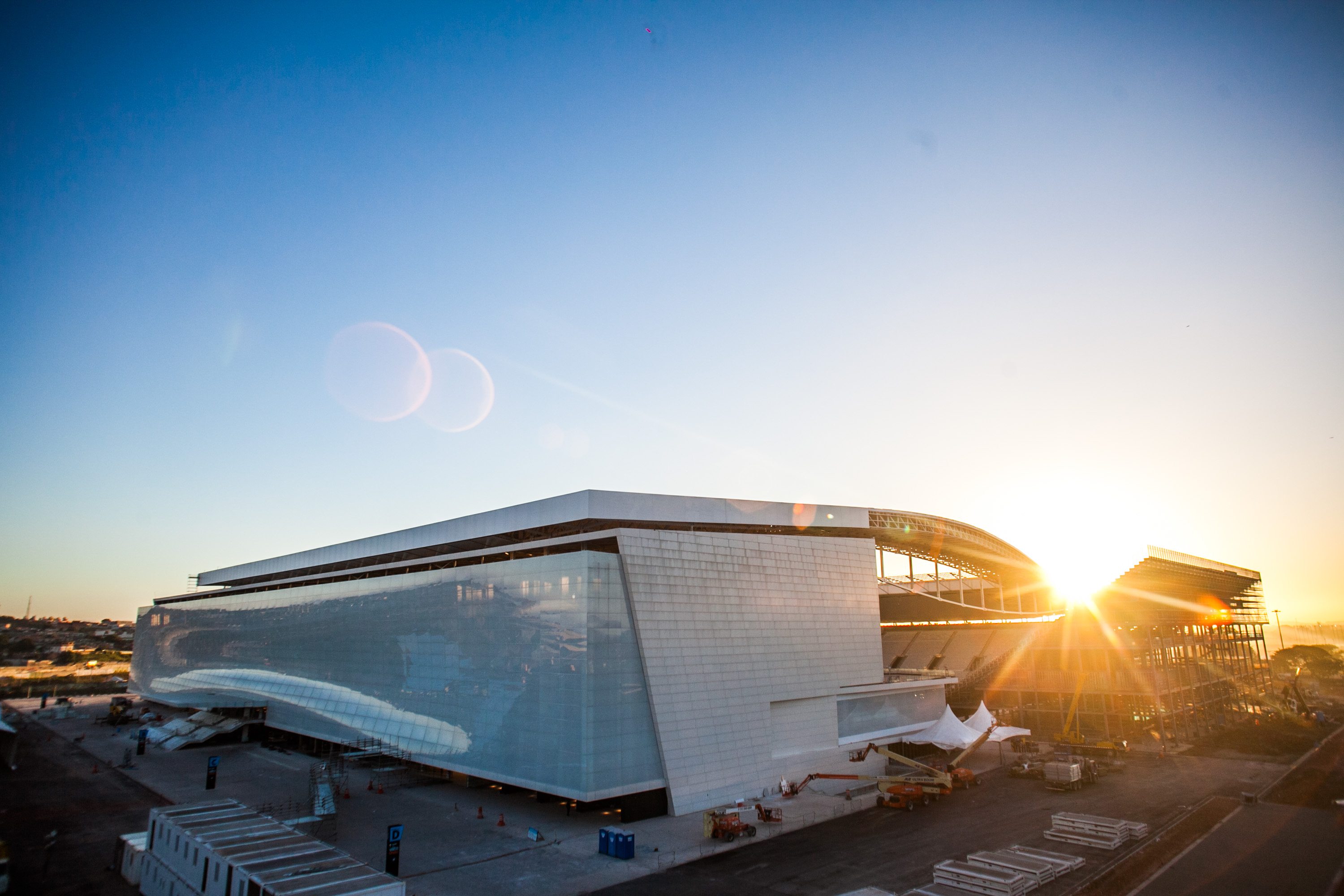
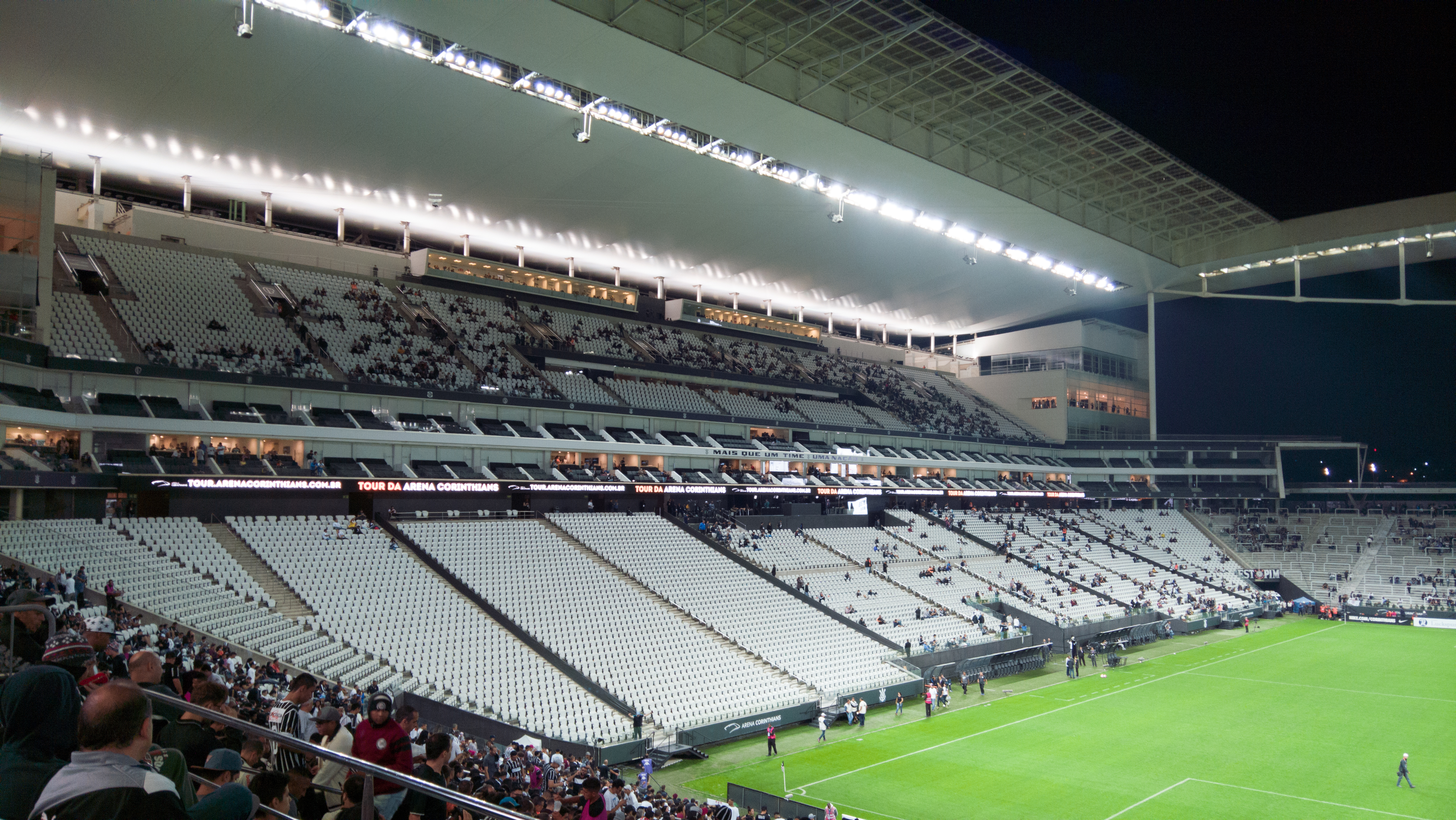
경기장 내부.
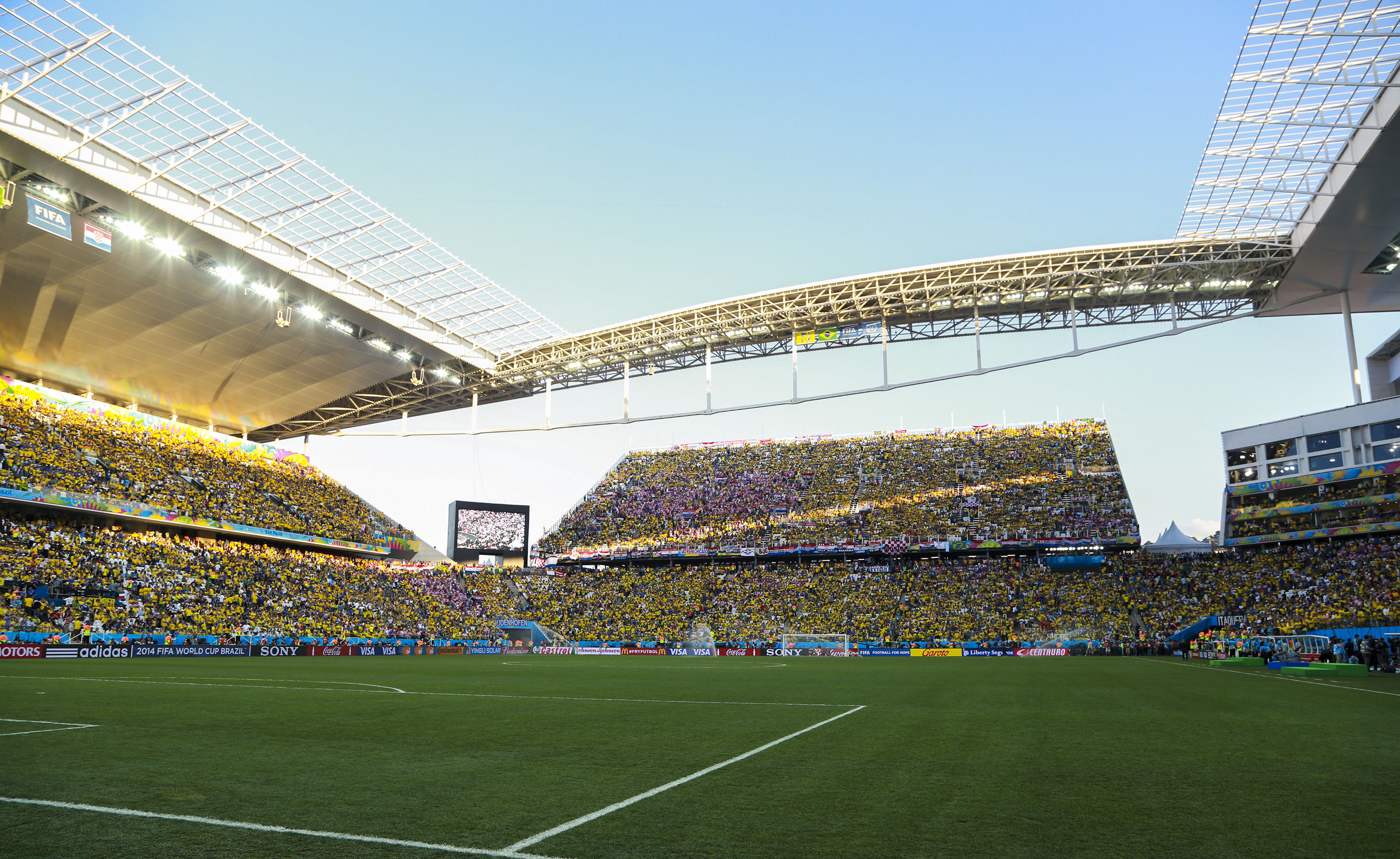
2014년 월드컵 브라질과 크로아티아의 개막전
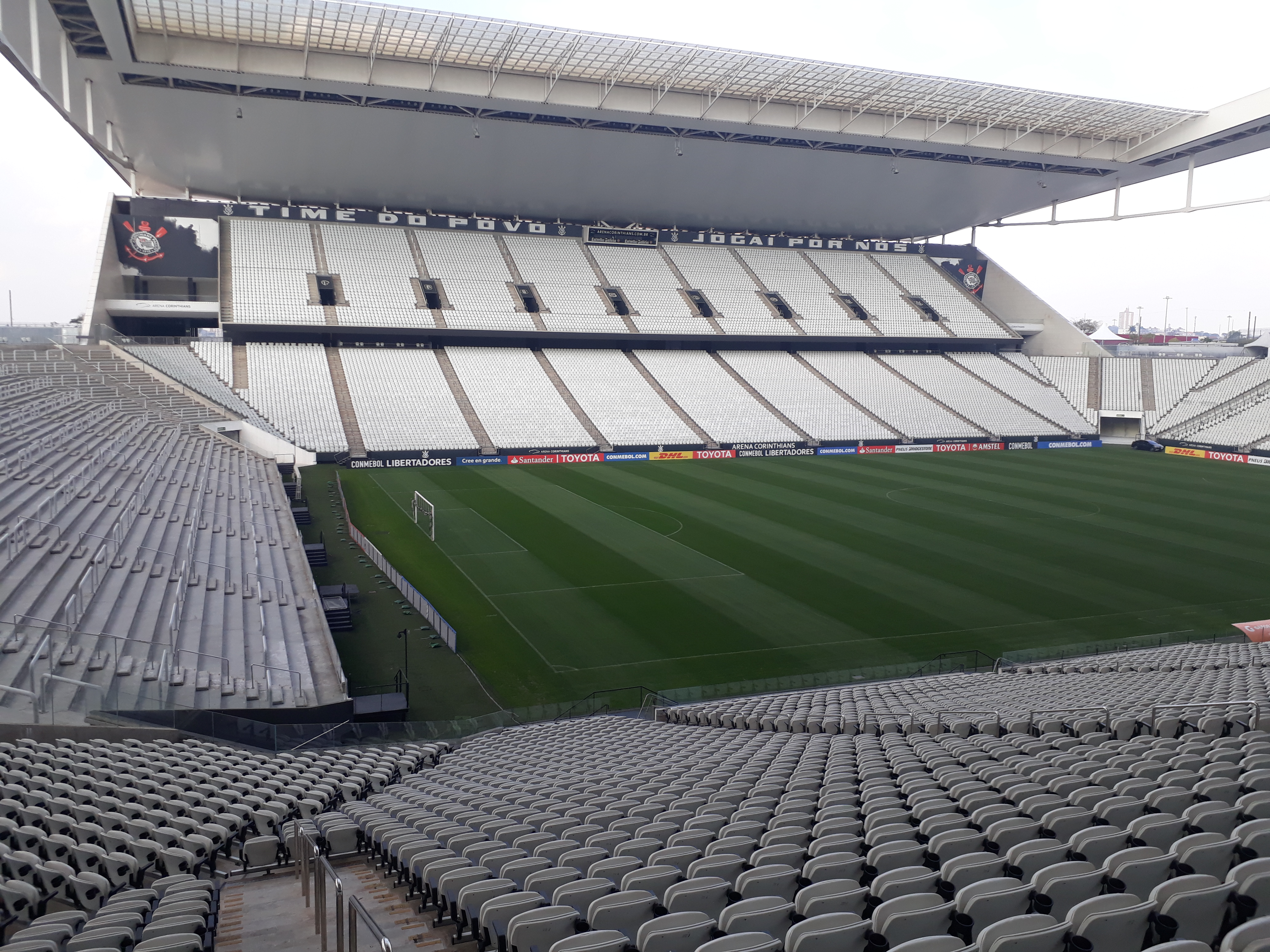
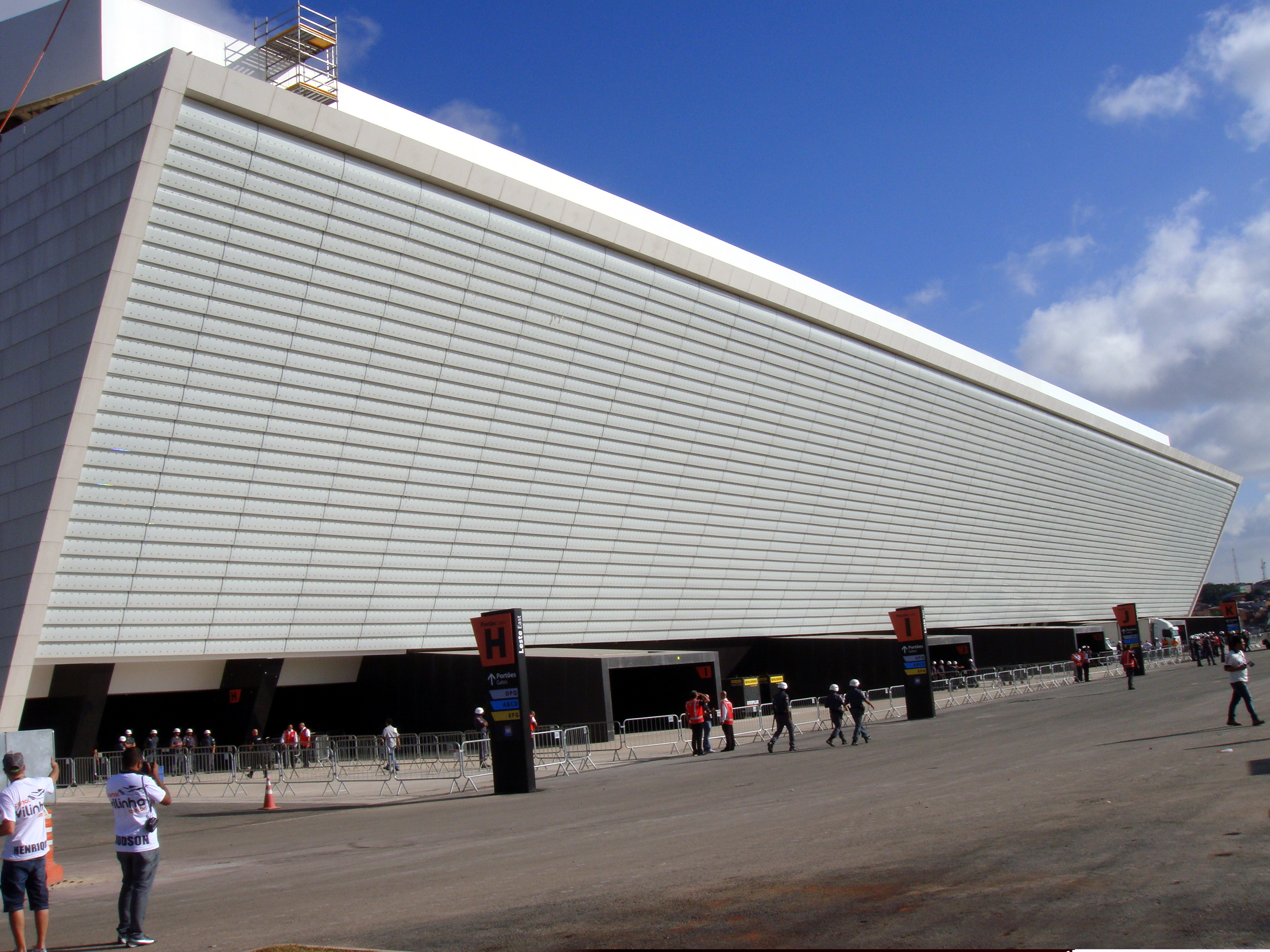
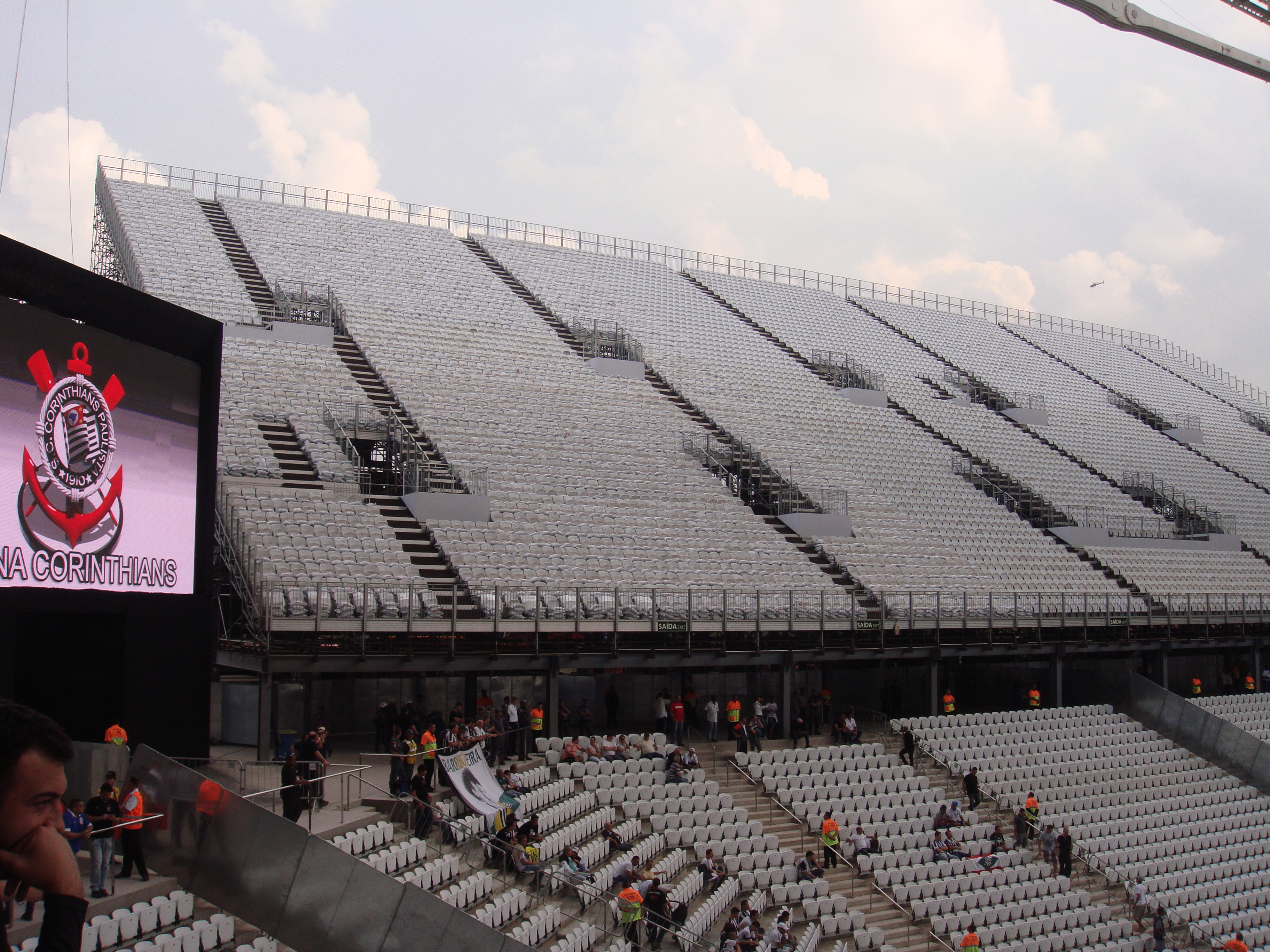
아레나 임시 좌석
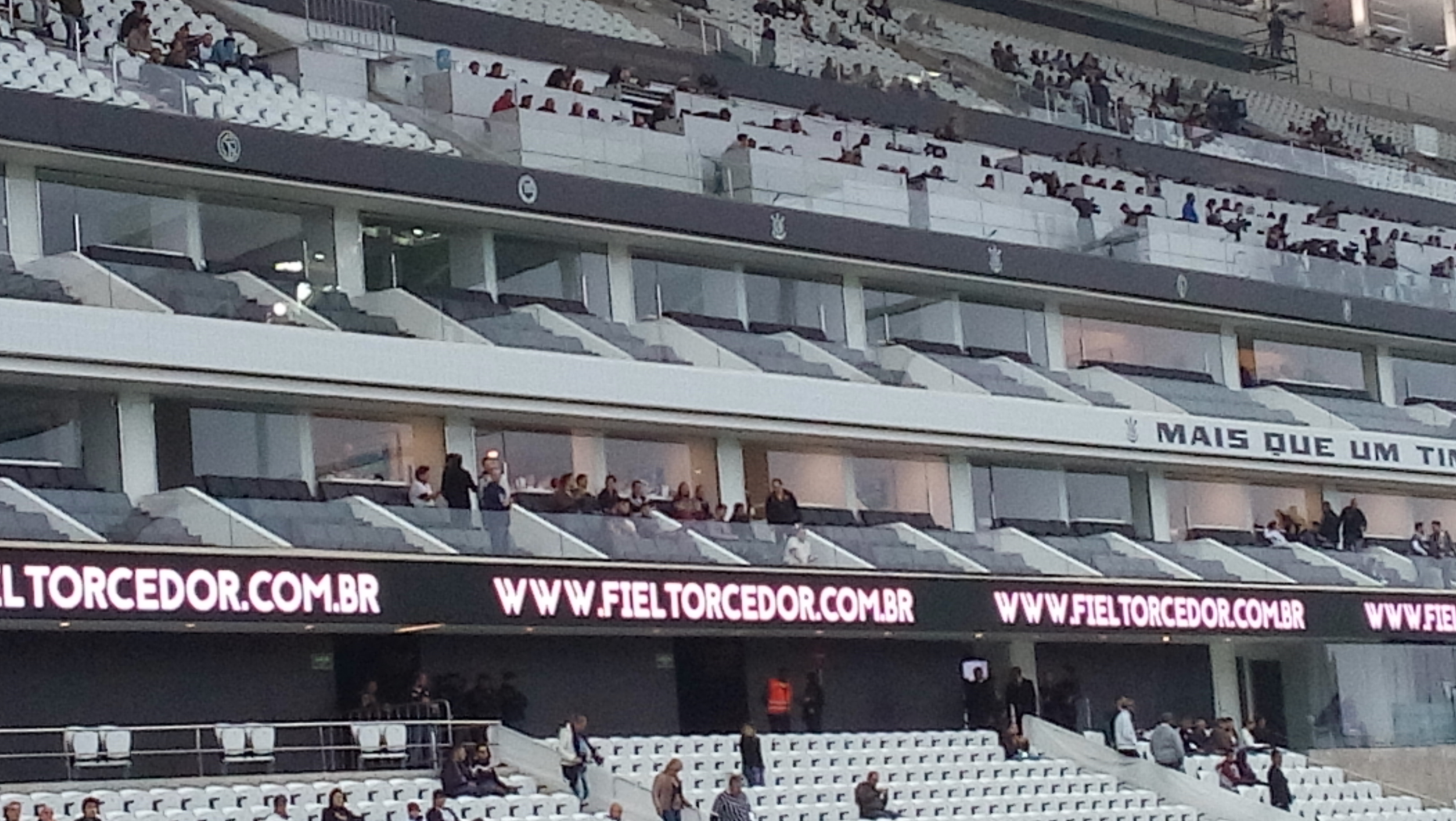
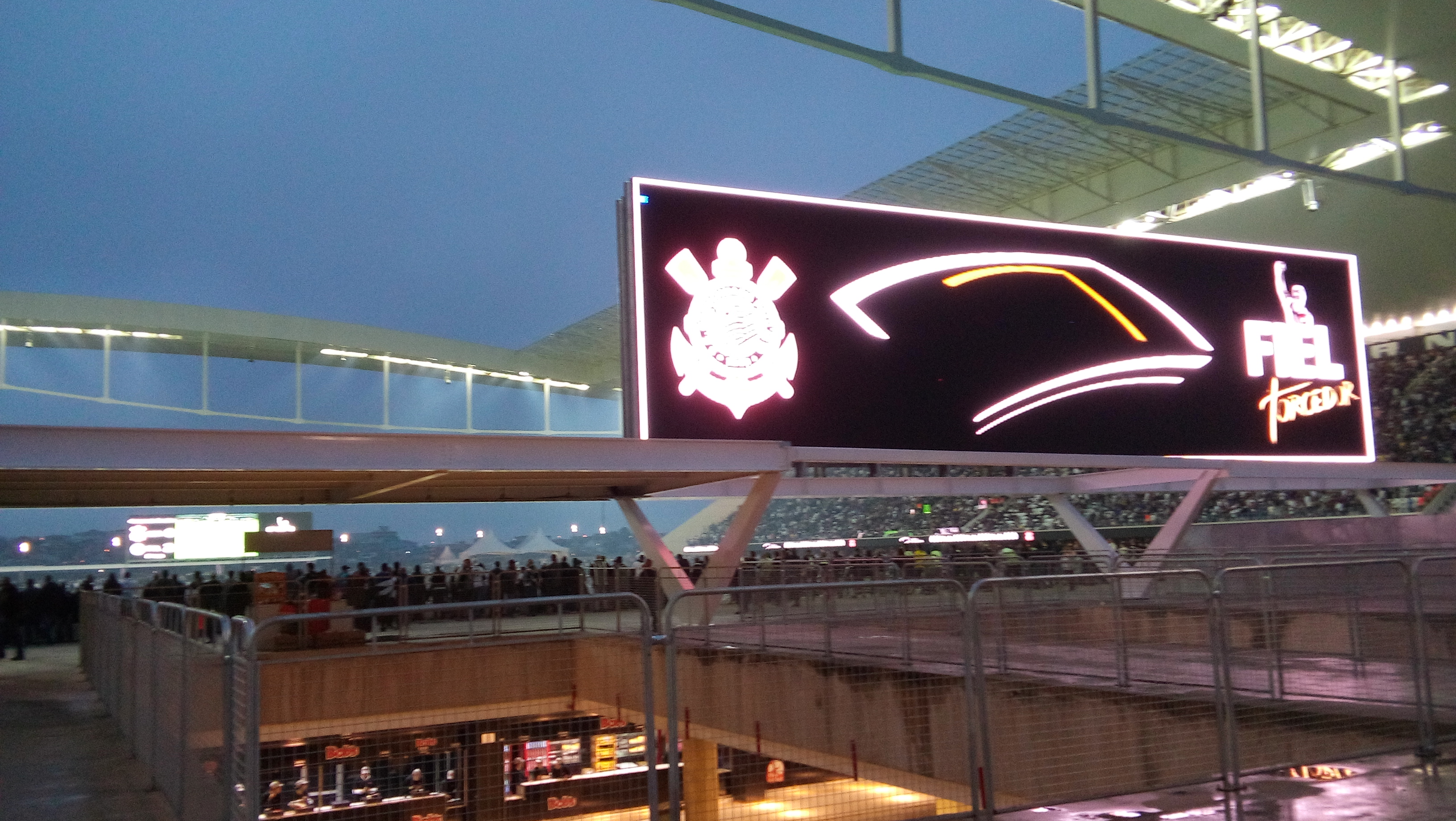
스코어보드로도 사용되는 스크린
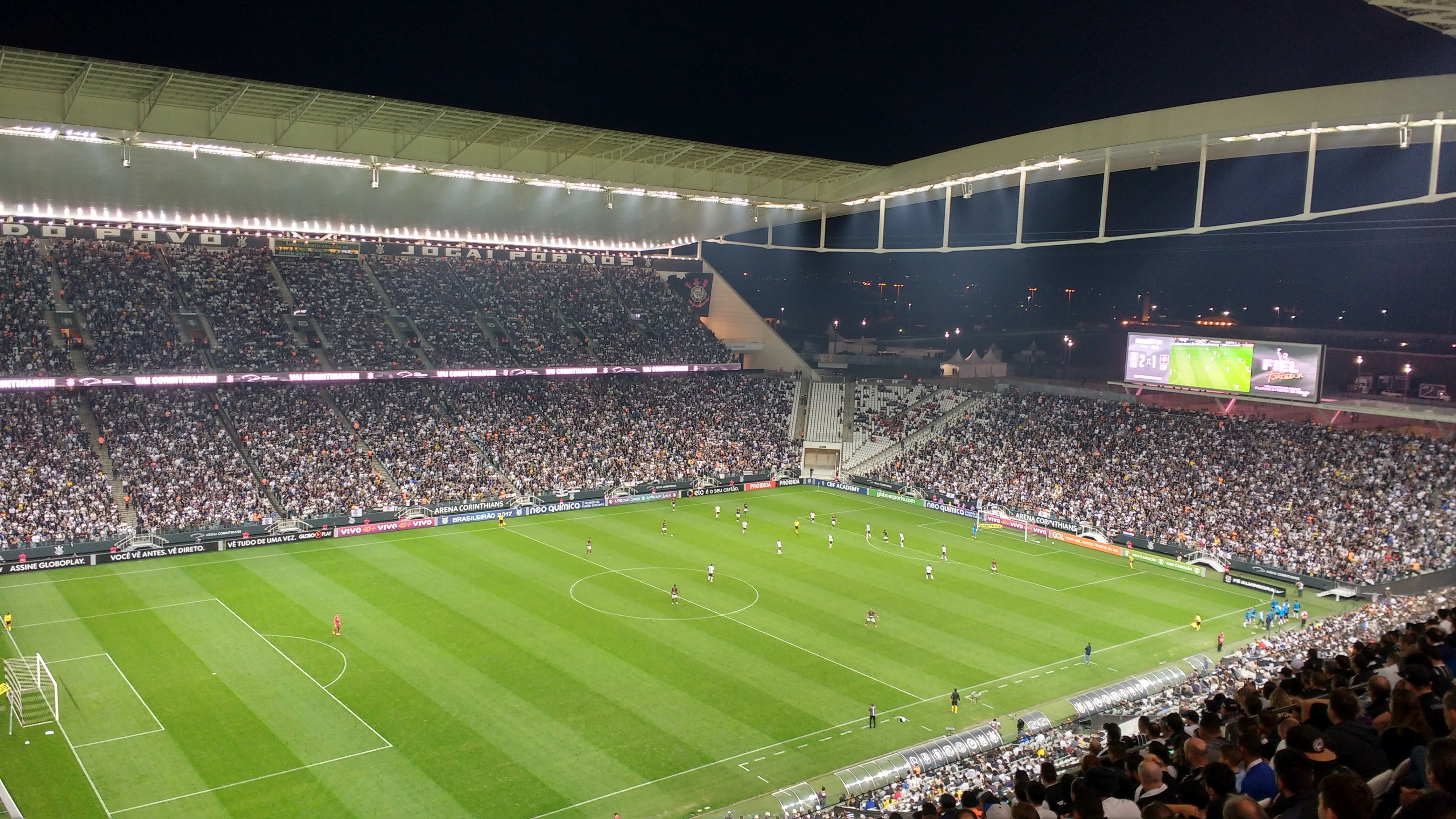
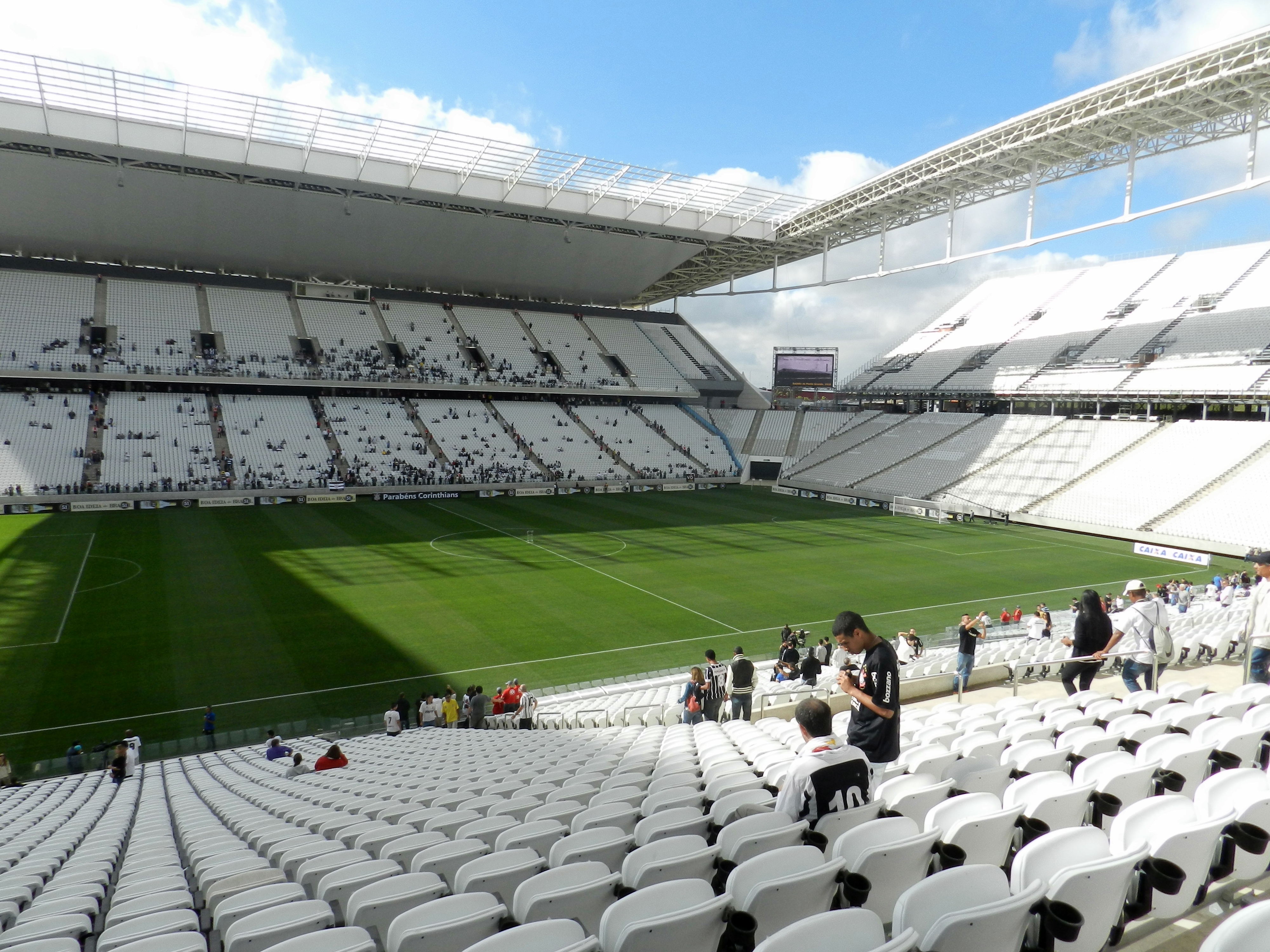
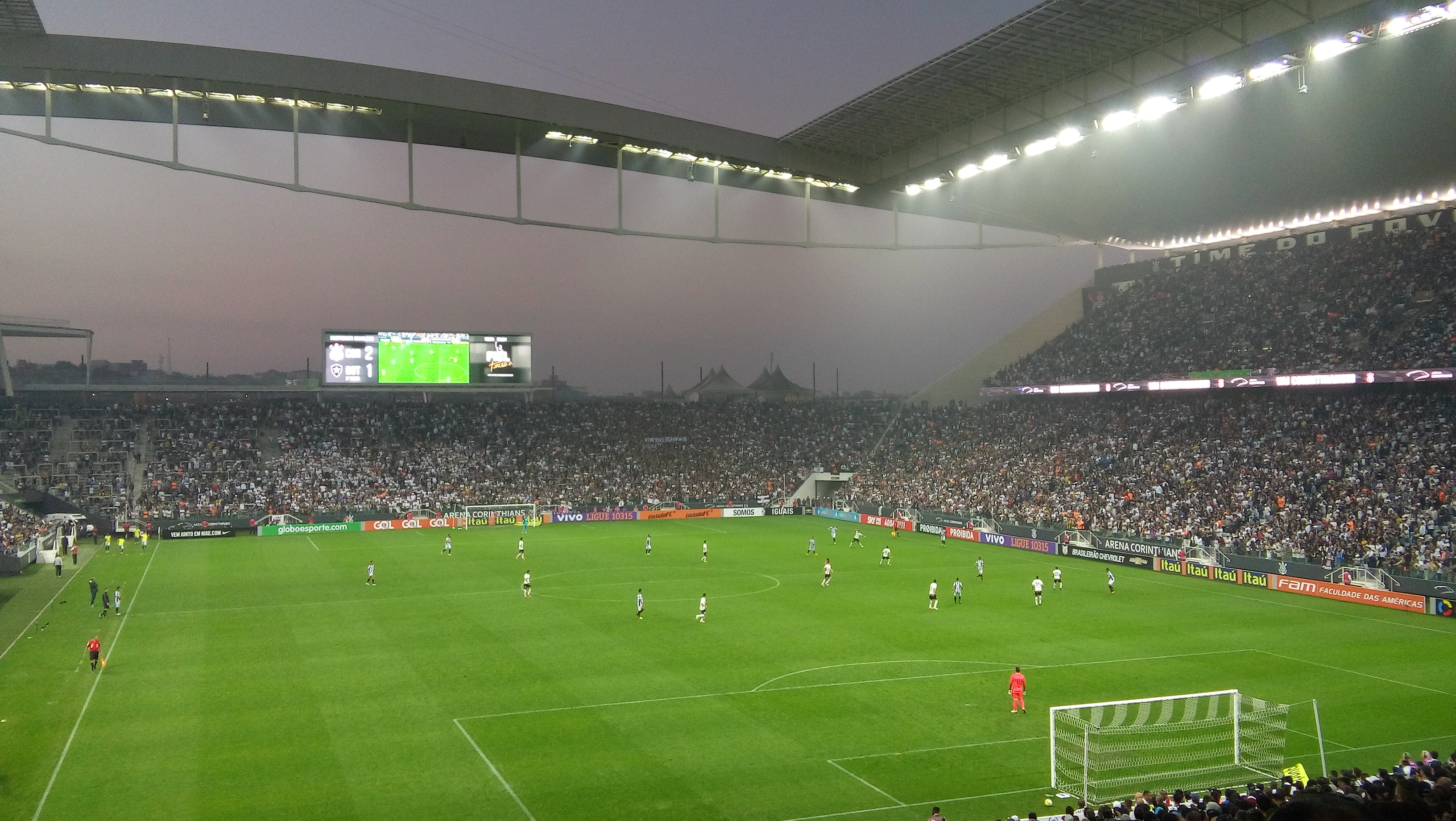
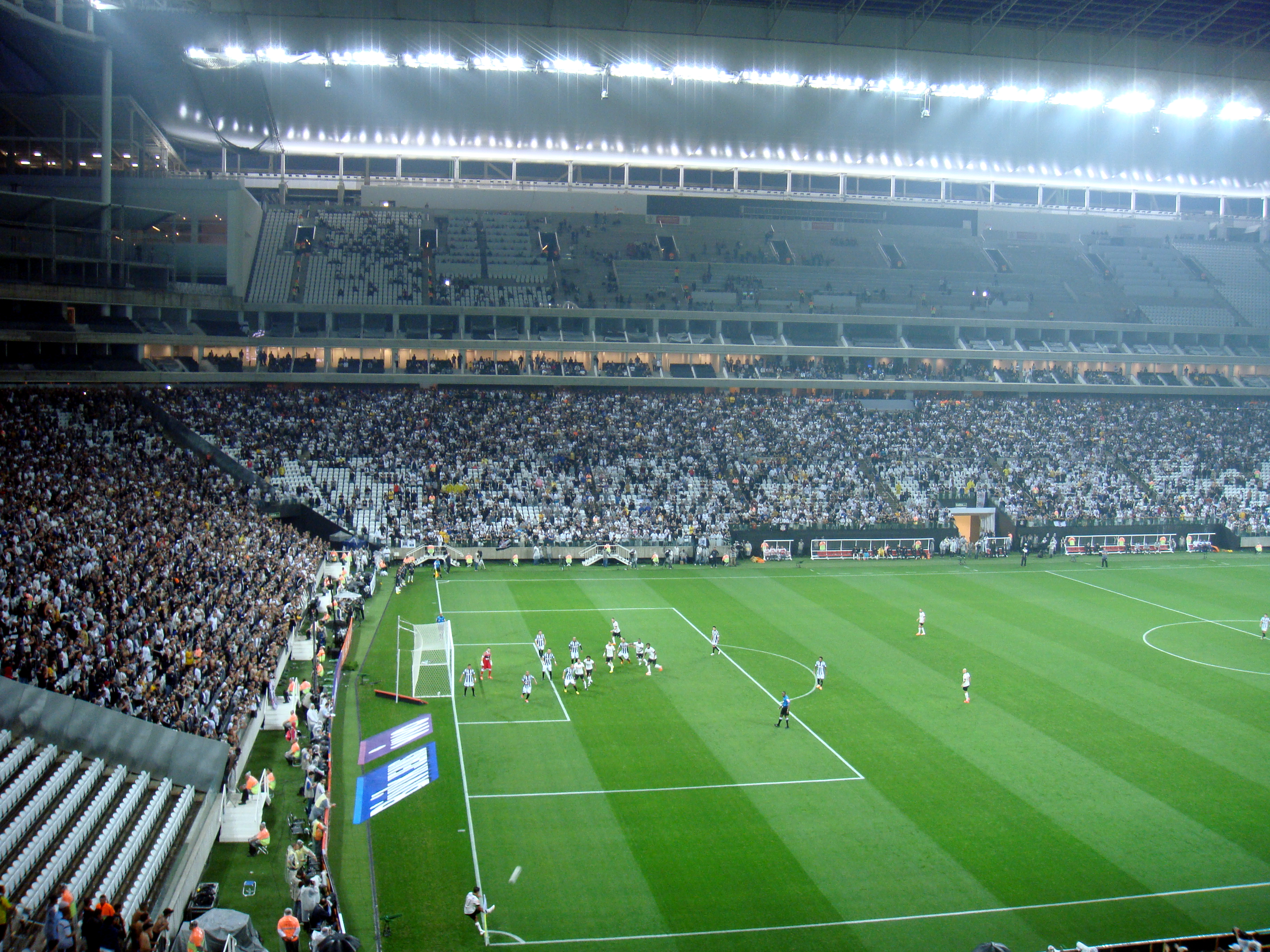
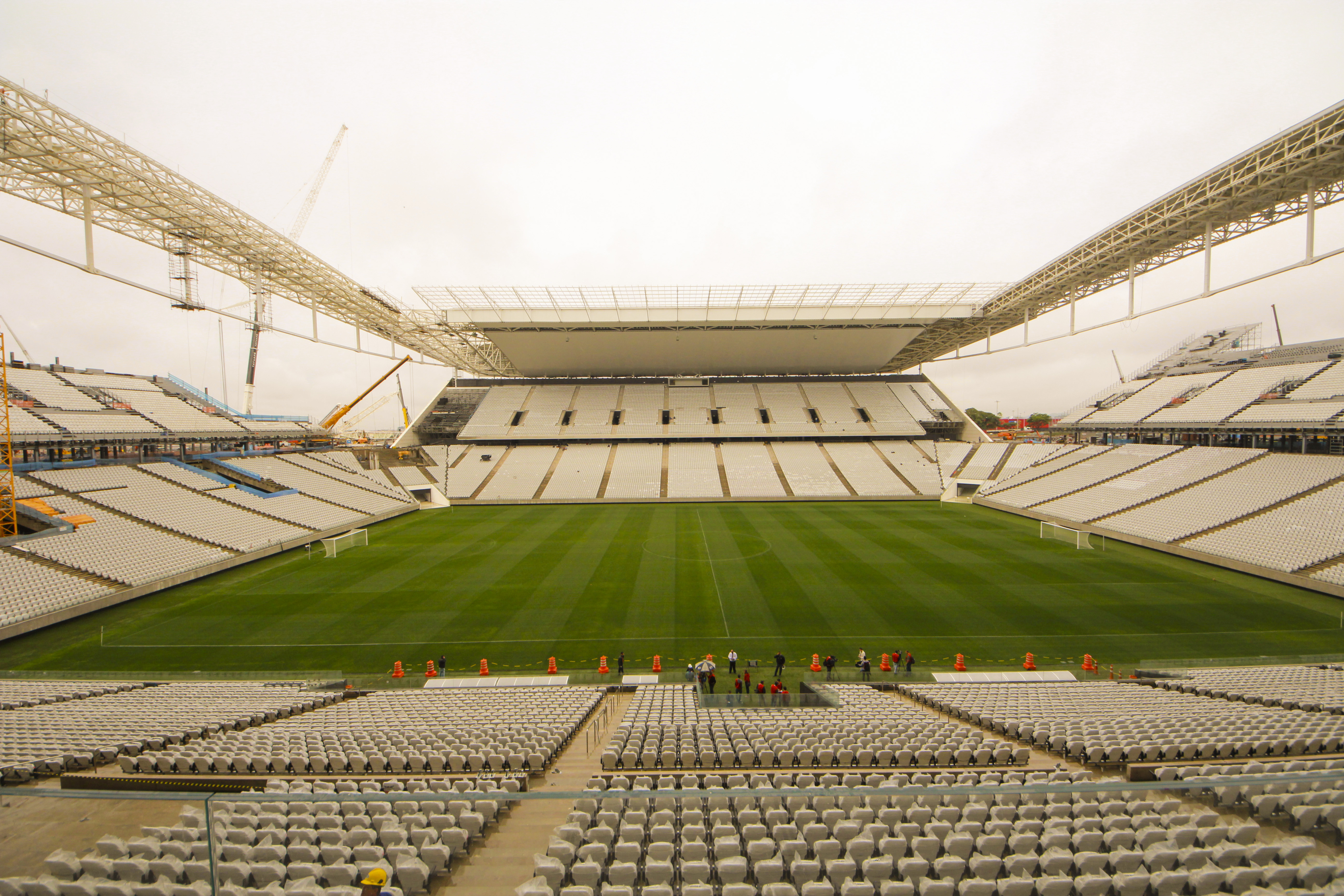